# Űrkorszak

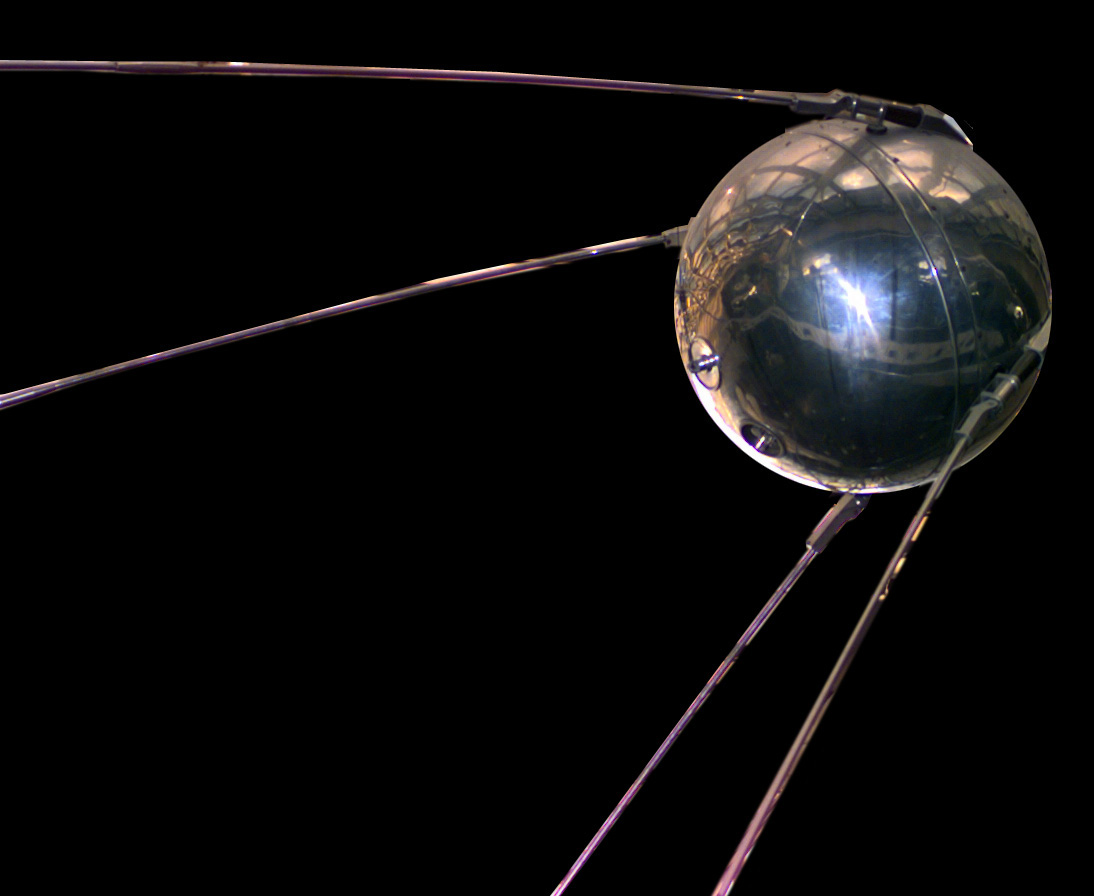
A Szputnyik–1 szovjet műhold indításával kezdődött meg az űrkorszak, 1957-ben

Az űrkorszak a világűrrel kapcsolatos tevékenységeket foglalja magába. Kezdetének az első műhold, a Szputnyik–1 indítását tekintjük (1957. október 4.) és napjainkig tart.
Az időszakban sokat változott, hogy a világűr mely részeire koncentráltak az emberiség kutatásai. Eleinte az Egyesült Államok és a Szovjetunió nagyon nagy összegeket fektetett be, azzal a céllal, hogy rekordokat döntsön meg és első legyen személyzet nélküli és emberes repülésekben is. Az Egyesült Államok megalapította a National Aviation and Space Administrationt (NASA), a Szovjetunió pedig a Koszmicseszkaja programma SZSZSZR-t, hogy elérje ezeket a célokat. Ez a versengési időszak sokat segített mindkét országban a technológiai és az űrkutatással kapcsolatos tudományok fejlődésében.
Az ezt követő időszakban az űrutazás megszokottabb lett, olyan szervezetek alakultak világszerte, mint az Európai Űrügynökség (ESA), a Japán Űrügynökség (JAXA), az Indiai Űrkutatási Szervezet (ISRO) és a Kínai Nemzeti Űrügynökség (CNSA). A Szovjetunió programja az ország felbomlása után Roszkoszmosz néven működött tovább az Oroszországi Föderáció felügyelete alatt.
A 2020-as évek elején megszületett az „új űrkorszak” kifejezés, amit leginkább újságírók kezdtek el használni, mivel az űrkutatással kapcsolatos innováció ismét központba került és megkezdődött annak kereskedelmi használata is. Ezek közé tartozik milliárdosok részvétele egyes űrrepülésekben és az űrturizmus megjelenése is.

## A kezdetek
A világűr kutatása a csillagászattal egyidős, az égitestek mozgását az ókori tudósok kezdték el tanulmányozni. A világűrbe jutást mint önálló tudományágat viszont csak a 19–20. század fordulóján kezdték elméletileg megalapozni. Ekkor Konsztantyin Eduardovics Ciolkovszkij orosz tudós 1883–1903 között több dolgozatában kidolgozta a rakéták működési elvét, megadta a folyékony hajtóanyagú rakéta elméleti leírását.

Robert Goddard építette a világ első folyékony hajtóanyagú rakétáját

Ciolkovszkij munkássága kizárólag elméleti síkon mozgott, ezzel szemben Robert Goddard Amerikában gyakorlati kísérletekbe kezdett. 1926. március 16-án sikerrel indította el a világ első folyékony hajtóanyagú rakétáját, a Nell-t.
A világűr elérésében harmadikként Hermann Oberth alkotott maradandót, elméleti tudósként. Az 1922-ben írt Rakéta a világűrbe c. dolgozata, valamint a hét évvel későbbi Utak az űrhajózásban c. elméleti munkája a későbbi korszak rakétamérnökeinek szolgált alapműként, és sok űrműveletet kidolgozott, melyet ma a gyakorlatban végeznek.

## Az űrkorszak
Németország a második világháború során hatalmas eredményeket ért el a folyékony hajtóanyagú rakéták fejlesztésében. 1943-ban egy V–2 rakéta elérte a Kármán Tódor által meghatározott 100 km-es magasságot, vagyis kijutott a világűrbe. A háborút követően a német rakétafejlesztő mérnökök egy csoportja Amerikába került, míg egy másik csoportot a Szovjetunió ejtett hadifogságba. E két helyen indult nagyméretű katonai rakétafejlesztési program. A katonai fejlesztések mellett a világűr elérését is célul tűzték ki, mintegy a hidegháború eszközeként. Ennek jegyében Dwight D. Eisenhower amerikai elnök jelentette be 1957-ben, hogy a nemzetközi geofizikai év tudományos rendezvény- és kísérletsorozat keretében műholdat bocsátanak fel. A Szovjetunió eközben titokban folytatta a maga programját Szergej Koroljov vezetésével, a hadsereg égisze alatt.
1957. október 4-én egy továbbfejlesztett R–7 típusú interkontinentális ballisztikus rakétával a Szovjetunióban Föld körüli pályára állították a Szputnyik–1 műholdat, a világ első űreszközét.
1957. november 4-én pedig egy sokkal nagyobb űrszondával Bajkonurból elindult a Szputnyik–2, fedélzetén az első élőlénnyel, Lajka kutyával.
Az USA ezt „hidegháborús hadüzenetnek” értékelte, és mindenáron válaszolni akart a kihívásra. 1958. január 31-én – több kudarc után – ez sikerült az Explorer–1 felbocsátásával. Ezzel a világ belépett az „űrkorszakba”.

## Emberes űrrepülések

### A tanulás korszaka
A kezdeti sikeres műholdindításokat követően mindkét nagyhatalom az ember űrbe juttatását tűzte ki célul. Amerikában ez nyílt folyamat volt (teljes sajtónyilvánosság előtt hivatalosan megalapították a NASA-t és bejelentették a Mercury-programot), a Szovjetunióban pedig titkos katonai program. A versengés végén 1961. április 12-én a Vosztok–1 űrhajó fedélzetén Jurij Gagarin végrehajtotta az első űrrepülést. A 108 perces repülés alatt egyszer kerülte meg a Földet.
Gagarin repülését újabb hidegháborús vereségként élték meg az USA-ban, ezért John F. Kennedy elnök meghirdette az Apollo-programot, nyílt versenyre hívva a Szovjetuniót. A történelem az ezt követő űrrepüléseket – és a hozzájuk szervesen kapcsolódó ideológiai harcot – nevezi űrversenynek.
A Mercury-program és a Vosztok-program az űrbeli tapasztalatgyűjtést szolgálta. Ebben a szovjetek jutottak messzebbre. Mindjárt a második start alkalmával German Tyitov a Vosztok–2-vel egy teljes napot repült. A harmadik és negyedik startra egymást fedő időben került sor, azaz páros repülést mutatott be Adrijan Nyikolajev és Pavel Popovics a Vosztok–3 és a Vosztok–4 fedélzetén. 1963. június 16-án pedig a szintén kettős repülésen részt vevő űrhajó, a Vosztok–6 vitte az űrbe a világ első űrhajósnőjét, Valentyina Tyereskovát.
A Hold elérése bonyolult űrműveleteket és jobb űrhajókat kívánt, ezért a két nagyhatalom újabb űrprogramot indított. Amerikában elindult a Gemini-program, a Szovjetunióban pedig a Voszhod-program.
A Voszhod-program hozott előbb látványos eredményeket. 1964. október 12-én a Voszhod–1 lett az első, több embert szállító űrhajó Vlagyimir Mihajlovics Komarovval, Borisz Boriszovics Jegorovval, Konsztantyin Petrovics Feoktyisztovval a fedélzetén. A Voszhod–2-ről pedig Alekszej Leonov tette meg a világ első űrsétáját 1965. március 18-án.
A Gemini-programmal a világ első űrrandevúját (Gemini–6A, Gemini–7 (1965. december 15.)) és a világ első űrdokkolását (Gemini–8 (1966. március 16.) érték el az űrhajósok.

### Holdra szállások

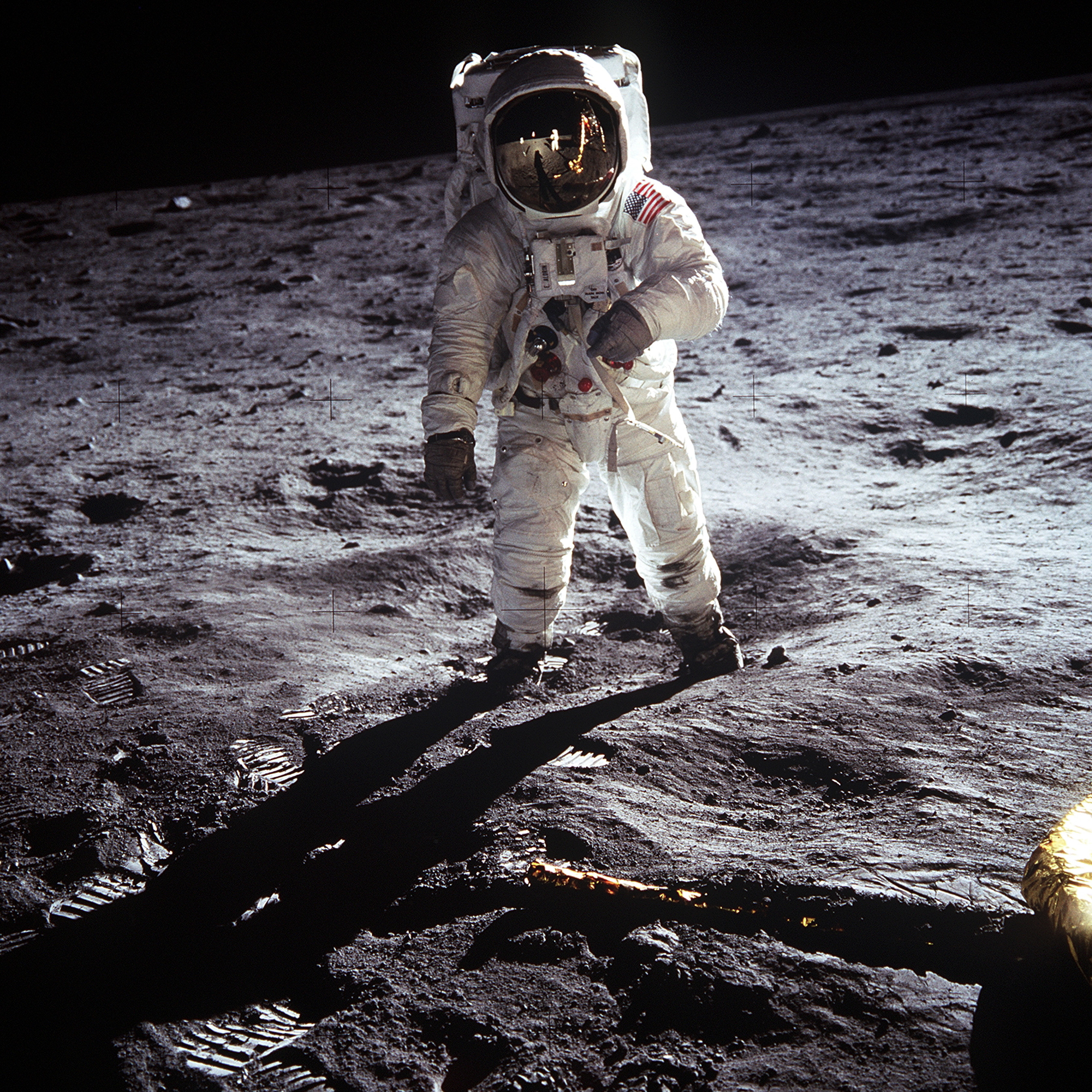
Ember a Holdon (Edwin Aldrin, Apollo–11, 1969)

A Gemini-program egyben azt a célt is szolgálta, hogy a Hold elérésének merész módszerét, a LOR-t (LOR = "Hold körüli pályán végrehajtott randevú") kikísérletezze. Ennek sikere mellett a szükséges hardver kialakítása is az Apollo-program első fázisának feladata volt. Először kifejlesztették a Saturn hordozórakéta-családot Wernher von Braun vezetésével. A Saturn I, majd a továbbfejlesztéséből származó Saturn IB még csak egy űrhajókomponens pályára állítására volt elegendő, a harmadikként elkészült Saturn 5 azonban már a teljes holdűrhajórendszert képes volt eljuttatni a Holdra. Az Apollo holdűrhajórendszer egy parancsnoki űrhajóból (CSM) és egy holdkompból állt.
A Szovjetunió is kísérletezett a maga holdűrhajó/hordozórakéta rendszerének kialakításával. Ennek keretében kifejlesztették a Szojuz űrhajót, valamint az egyszemélyes LK–1 holdkompot, és belekezdtek az N1 hordozórakéta fejlesztésébe. Ez utóbbi több kudarc után sikertelenül végződött, így a szovjetek sosem jutottak el a Holdra.
A NASA színeiben egy kísérleti repülést (Apollo–7) követően az Apollo–8-cal három űrhajós jutott el először a Hold közelébe, ott 10 keringést végeztek, valamint a holdfelszínen leszállóhelyet kerestek. Két további próbarepülést követően, 1969. július 20-án Neil Armstrong és Edwin Aldrin az Apollo-program keretében leszállt a Holdra az Apollo–11 Sas nevű holdkompjával. Az első űrhajósok 2 óra 41 percet töltöttek el a holdfelszínen. 1972-ig még hat űrhajó indult a Holdhoz, amelyből öt sikeresen le is szállt, így összesen 12 űrhajós járt a Holdon. Az utolsó három küldetésen holdjárót is vittek magukkal az űrhajósok, amely nagyobb távolság megtételét, így több geológiai képződmény megközelítését lehetővé tette. A program 1972. december 19-én, az Apollo–17 sikeres leszállásával ért véget.

### Űrállomások
Az űrállomások létrehozásának gondolata még azelőttről származik, mielőtt a Szputnyik–1-gyel az emberiség elérte volna a világűrt. A legrészletesebb elképzelésnek Wernher von Braun és Willy Ley csillagász 1955-ös tanulmányát tekinthetjük, amelyben egy abroncs alakú, 100 fős űrállomást képzeltek el.
Az első, gyakorlatban is megvalósított űrállomás egy amerikai katonai program, a MOL (Manned Orbiting Laboratory) keretében jutott fel az űrbe 1966-ban. Az űrállomás programot nem is a NASA, hanem a Pentagon végezte, mivel űrből történő felderítésre szeretett volna fenn állomásoztatni egy állandó kétfős személyzetet. A MOL állomás startja rendben megtörtént, de később sosem használták emberes repülésre.
Az első, emberekkel is kipróbált űrállomás az 1971. április 19-én pályára állt szovjet Szaljut–1 volt. Ezzel kezdetét vette a Szaljut-program, amely Almaz néven szintén tartalmazott katonai alprogramot is. A Szaljut programban összesen 7 állomás repült, amelyek közös jellemzője volt, hogy egy nagyobb testből álltak, és előbb egy, majd két dokkolóegységgel rendelkeztek, amelyre a Szojuz űrhajók – illetve később a belőlük kialakított Progressz teherűrhajók – csatlakozhattak. A Szaljut–6 űrállomás fogadta 1980-ban az egyetlen magyar űrhajóst, Farkas Bertalant is.

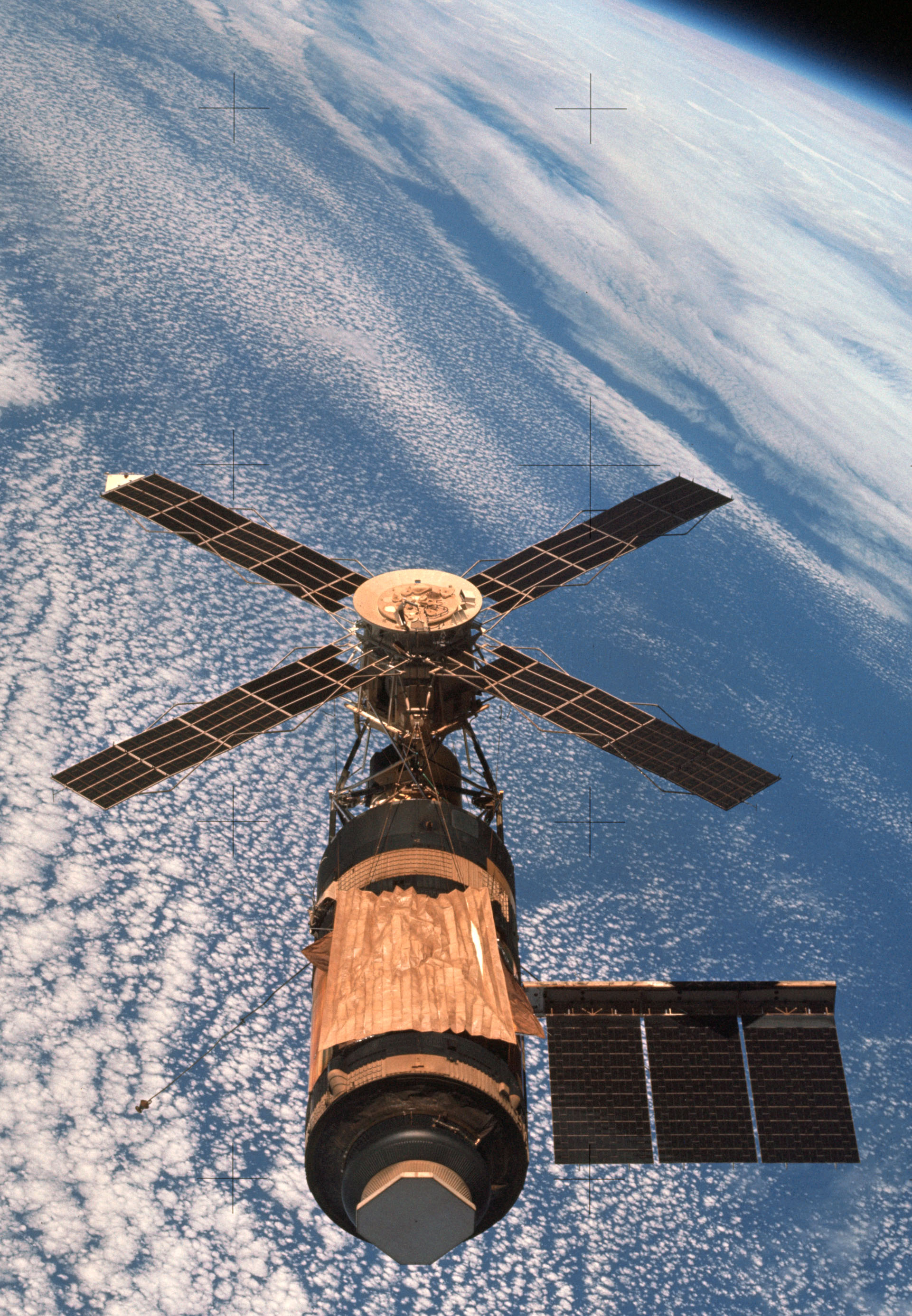
A Skylab űrállomás

1973. május 14-én indult az űrbe az Egyesült Államok Skylab űrállomása. A Skylab hatalmas volt a Szaljutokhoz képest. Összesen három űrhajón 9 űrhajós látogatta meg a program másfél éve alatt, számos orvosi, műszaki és Nap-megfigyelési kísérletet végezve. Ehhez a programhoz kötődik az egyik leglátványosabb űrbeli javítási művelet is, mivel az űrállomás sérülten állt pályára, és a használatba vétele csak a javítás elvégzése után volt lehetséges.
Az űrállomás-építés a 80-as évek közepén új dimenzióba lépett. 1986-ban kezdték el az első, modulokból álló űrállomás, a Mir építését. Teljes kiépítésében 7 modulból épült fel az űrállomás, amely 15 évig működött, és nemzetközi programoknak is helyet adott. 2001. március 22-én tervezett módon a Csendes-óceán déli részén becsapódott a Mir űrállomás, miután finanszírozási problémák miatt lehetetlenné vált további bolygó körüli pályán való tartása.

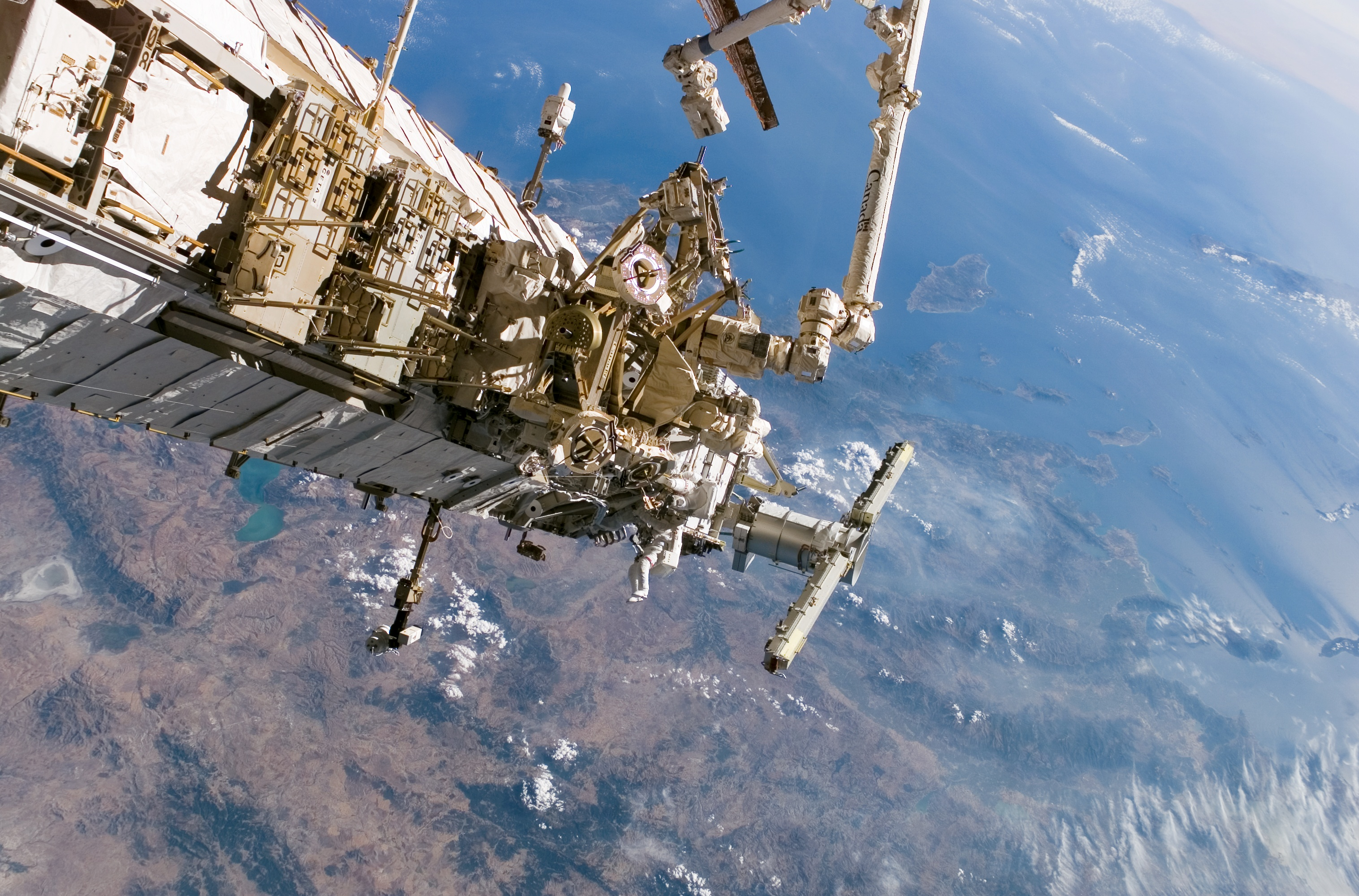
Építkezési munkálatok a Nemzetközi Űrállomáson 2006 őszén

A Mir repülésével párhuzamosan vetődött fel egy nagyobb, nemzetközi kooperációban épített és üzemeltetett űrállomás gondolata a 80-as, 90-es évek fordulóján. Tizenhat nemzet összefogása nyomán indult el a Nemzetközi Űrállomás, az ISS programja 1998. november 20-án az első modul felküldésével. A modulrendszerűen felépülő állomás teljes kiépítése nagyjából 2010 körülre várható. Ez lesz a valaha létrehozott legnagyobb ember építette űrobjektum. 2000. november 2-án érkezett meg az űrállomásra az első állandó személyzet, és azóta is folyamatosan laknak a fedélzetén.

### Shuttle-korszak
A kezdeti idők űrhajózását nagyban hátráltatta az akkori „egyszer használatos” technika és annak drágasága. Ezért az 1970-es években az USA-ban hozzáláttak az első újrafelhasználható űreszköz, a Space Shuttle, magyarul űrrepülőgép kifejlesztésének. A rendszer kulcsa egy többször felhasználható hőpajzs kifejlesztése volt, ami sikerrel is járt, a NASA feltalált egy különösen nagy hőtűrőképességű kerámiafajtát.
A hivatalosan STS (Space Transportation System) nevű űrrepülőgép-rendszer feladata többrétű. Egyrészt úgy civil, mint katonai programokra is igénybe veszik. A civil programok között szerepelnek a hagyományos (orvosi, műszaki) tudományos kísérletek, de a fő profil a Nemzetközi Űrállomás építése. A tervek között szerepelt műholdak pályára állítása és meghibásodott műholdak befogása, helyszíni javítása, vagy hazahozatala, de műhold visszahozására kereskedelmi igény híján eddig nem volt szükség.

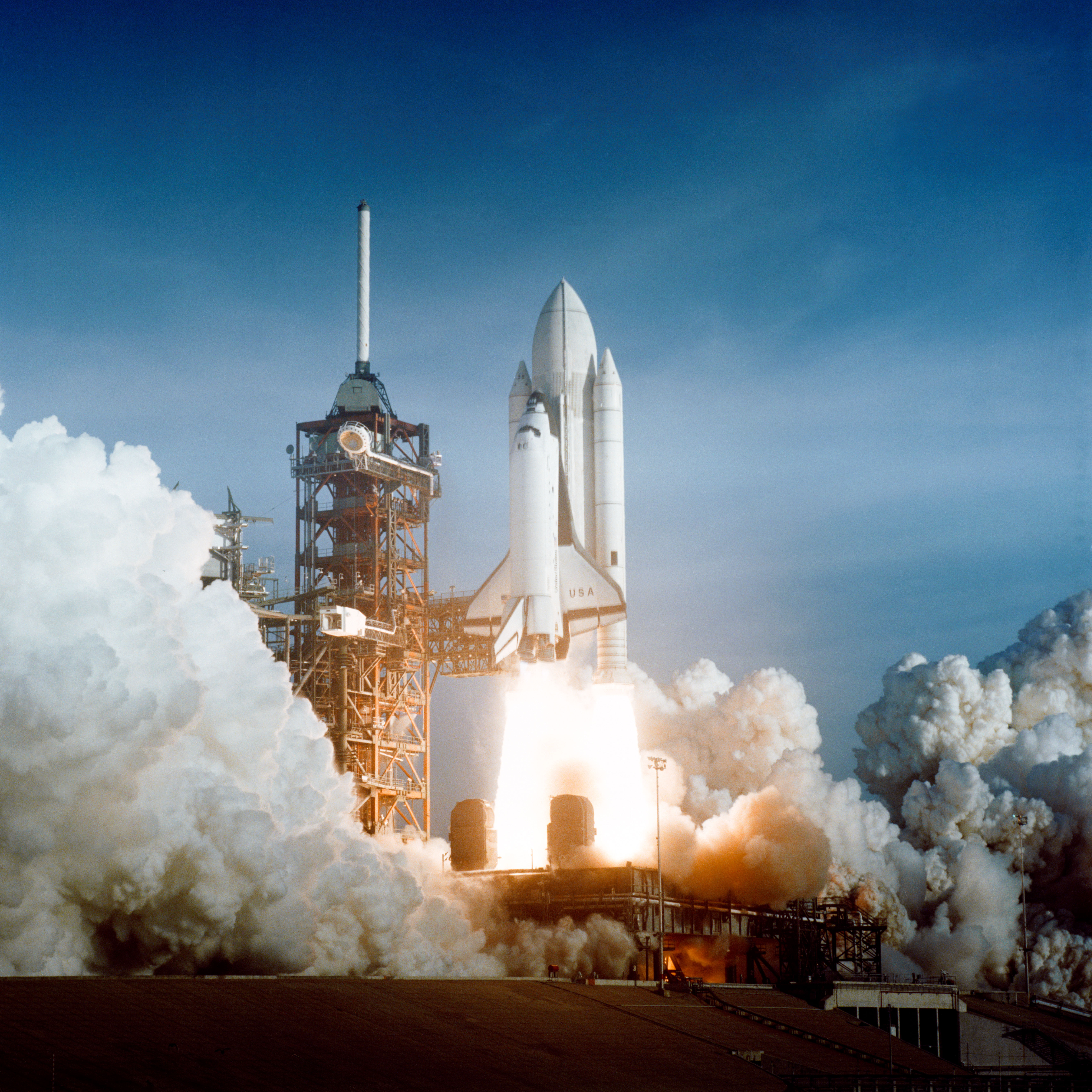
Amerikai űrrepülőgép indítása a Kennedy Űrközpontból

Az első űrrepülőgép, a Columbia repülésére 1981. április 12-én került sor, John Young parancsnok és Robert Crippen másodpilóta részvételével. Szintén a Columbia vitte magával először a Spacelab kutatómodult, egy űrállomási funkciókat betöltő, de csak az űrsiklóval együtt üzemelni képes speciális kutatómodult.
1989. május 4-én a Magellan Vénusz-szonda volt az első, amelyet űrrepülőgép fedélzetéről indítottak, majd 1989 októberében a Galileo indult az Atlantis segítségével. A leghíresebb űreszköz talán mégis a Discovery űrrepülőgép által pályára állított Hubble űrtávcső. A Hubble volt egyébként az az űreszköz, amelyet az STS rendszer eredeti rendeltetésének megfelelően többször is szervizeltek, először az Endeavour legénysége 1993 decemberében.
Az űrsiklók kereskedelmi hasznosítása elmaradt, ezért szinte kizárólag tudományos expedíciókra használták őket a 90-es évek második felétől. Ennek jegyében – és a politikai enyhülés hatására – közös orosz-amerikai programok kezdődtek, amelyen orosz űrhajósok először próbálhatták ki az űrrepülőgépet, majd megegyezés született a Mir űrállomás közös használatáról a Shuttle–Mir program keretében.
A Mir utáni időszakban a Space Shuttle-flotta legnagyobb feladata az 1998-ban elkezdődött űrállomás építés lett, amelyben a nemzetközi együttműködésben épülő Nemzetközi Űrállomás készül el, és a mai számítások és az STS-rendszerre kimondott korlátozás miatt 2010-ig tart majd.
Az űrrepülőgép azonban sajnos nem bizonyult sikeres konstrukciónak, drága üzemeltetése mellett két óriási katasztrófa árnyékolta be működését.
1986. január 28-án a Challenger űrrepülőgép semmisült meg a start utáni percekben, még a légköri emelkedés fázisában egy átégett tömítés miatt. A katasztrófában a legénység mind a 7 tagja életét vesztette. Tizenhét év múltán 2003. február 1-jén visszatérés közben lezuhant a Columbia űrrepülőgép Texas fölött, kioltva újabb hét űrhajós (köztük az első izraeli űrhajós, Ilan Ramon) életét a hővédő rendszer sérülése miatt.
A Shuttle-korszak másik említésre méltó űrtörténelmi eszköze a Buran űrrepülőgép. A Szovjetunió szétesése előtt űrhatalmi pozícióinak bizonyítására az amerikaiakéhoz hasonló, többször felhasználható rendszer kialakítását tűzték ki célul, és megalkották a kívülről a Space Shuttle tökéletes másának tekinthető, ám néhány fontos elemében teljesen más, önálló fejlesztésű Buran űrrepülőgépet. A rendszert azonban nem használták, 1988. november 15-i egyetlen sikeres repülése után törölték a programot és az űrrepülőgép nem repült többé.

### Kína a világűrben
A világ harmadik országa, amely önállóan, önerőből volt képes űrhajót és űrhajóst juttatni Föld körüli pályára, Kína lett 2003. október 15-én. E napon Jang Li-vej űrhajós a Sencsou–5 űrhajóval hajtott végre egy 21 órás repülést. A Sencsou űrhajó és hordozórakétája teljes egészében kínai fejlesztés, bár főleg az addigra kissé már elavult Szojuz űrhajón alapult.
Két évvel később, 2005. október 12-én a Sencsou–6 űrhajóval kétfős legénység, Fej Csun-lung és Nie Haj-seng tett ötnapos utat az űrben. A következő fejlődési fokra 2008. szeptember 27-én lépett a kínai űrprogram, ekkor Csaj Cse-kang 20 perces űrsétát tett a Sencsou–7-ről.

### Magán űrhajózás
Az űrrepülések kevesebb, mint öt évtizede alatt csak államok repültettek űrhajókat, űrhajósokat.  Az 1990-es évek második felében az amerikai X-Prize alapítvány azt tűzte ki célul, hogy magánfejlesztésű űrhajók kifejlesztőit díjazza, és meghirdette az Ansari X-díjat. Ennek célkitűzése az volt, hogy magánerőből olyan eszközt építsenek, amely két hét alatt kétszer képes 100 kilométer magasságba emelkedni, legalább három utassal (vagy annak megfelelő ballaszttal). A kaliforniai Scaled Composites cég, Burt Rutan vezetésével megtervezte és elkészítette a SpaceShipOne nevű magánűrhajót, amellyel 2004. június 21-én, Mike Melville pilótával teljesítette a 100 km magasság elérését, azaz „űrugrást” hajtott végre. Az X-díj elnyeréséhez szükséges kettős repülést 2004. szeptember 29-én, valamint 2004. október 4-én hajtották végre.
Burt Rutan és üzlettársai, Paul Allen és Ted Branson ezután űrturistákat feljuttató vállalkozás alapjait fektették le, és megkezdődött az üzleti célú űrhajó, a SpaceShipTwo kifejlesztése.

## A modern éra

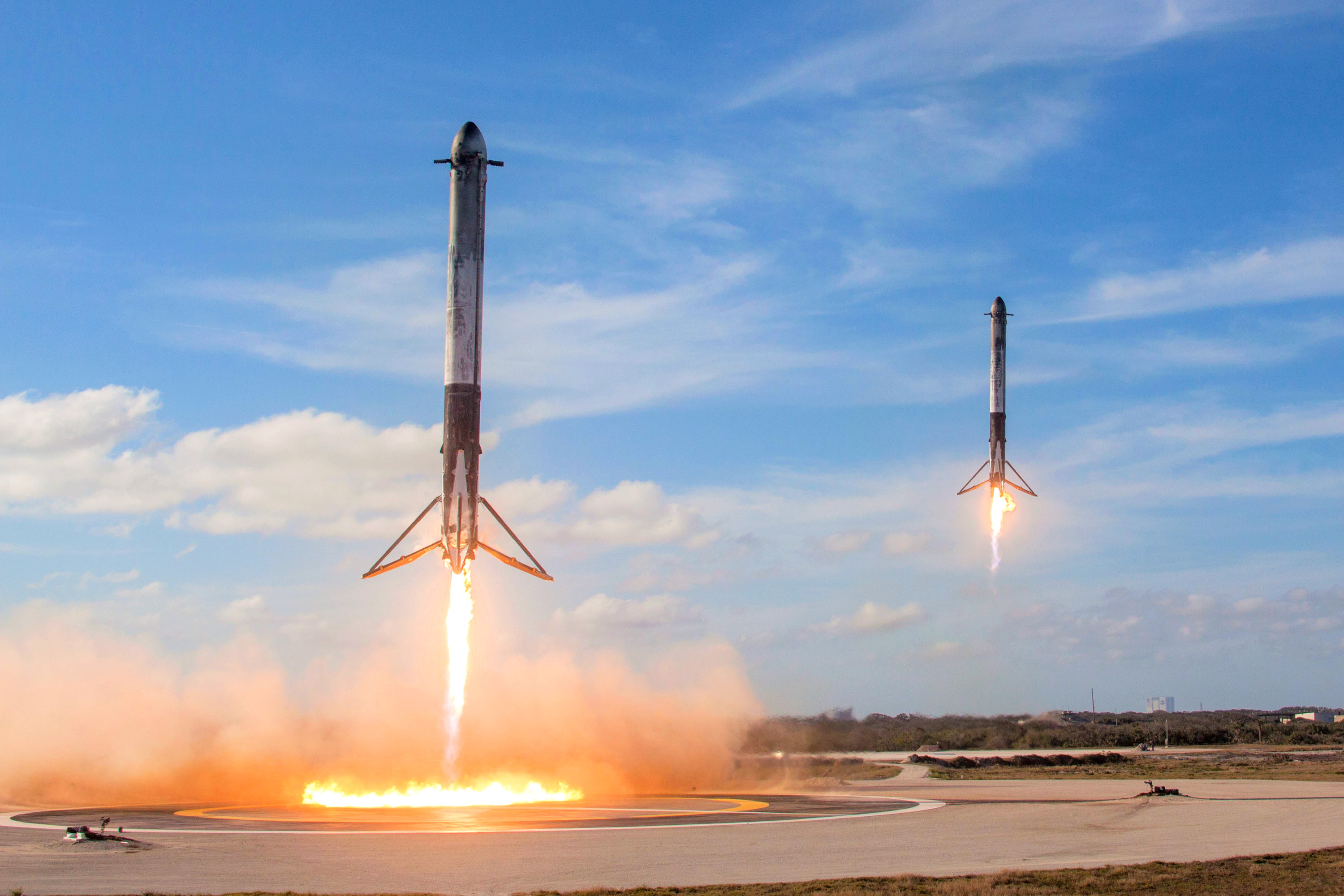
A SpaceX által előállított, újra felhasználható rakéták egyszerre Földet érnek egy 2018-as teszt után

A modern érában már világszerte több ország rendelkezik űrügynökségekkel, gyakran teljes űrprogramokkal és űrközpontokkal is. Napjainkban már több ezer tudományos és kereskedelmi célú műhold is használatban van, több ország is tervez embereket az űrbe küldeni. Ezen országok közé tartozik Franciaország, India, Kína, Izrael és az Egyesült Királyság, amely nemzetek mind használtak felderítő műholdakat. Több országnak vannak kisebb űrprogramjai, mint Brazília, Németország, Ukrajna és Spanyolország.

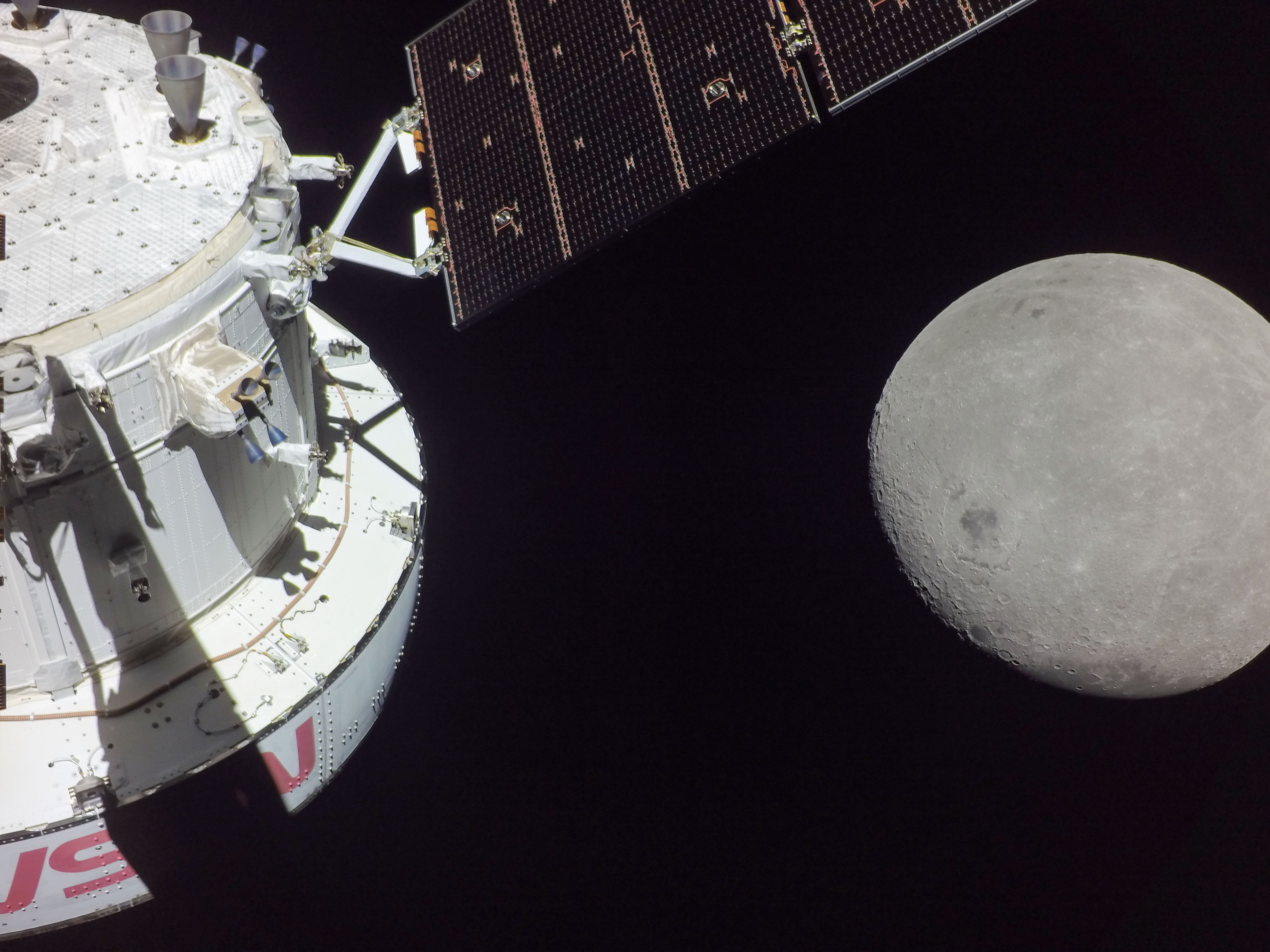
Az Orion űrhajó az Artemis I repülés közben, a háttérben a Holddal

A modern éra egyik legfontosabb tényezője az űrrepülés privatizálása. Az egyik legfontosabb cég ezzel kapcsolatban a SpaceX, ami a világ egyik legnagyobb teherbírású hordozórakétájának lett tulajdonosa a Falcon Heavy megépítésével és tesztelésével (a NASA Space Launch System rakétája mögött). Elon Musk, a SpaceX alapítója és vezérigazgatója azzal a céllal állt elő, hogy 2050-re egy egy millió fős kolóniát hozzon létre a Marson a Starship rakétarendszer használatával. 2020-ban a cég embereket küldött a Nemzetközi Űrállomásra, amit azóta gyakran megismételt. A Blue Origin, amit az Amazon.com alapítója, Jeff Bezos hozott létre, egy hasonló szervezet, ami űrturizmus, majd később Holdra tartó indítások céljával hoz létre rakétákat. Richard Branson Virgin Galactic cége hordozórakétákon dolgozik, űrturizmus céljával.
A modern űrkorszak egyik legfontosabb pontja az Artemis-program az Egyesült Államokban, ahol a NASA az Orion űrhajó tesztelésén dolgozik, amivel a célja, hogy a Marsra is küldhessen vele embereket. 2022. november 16-án történt a program első indítása, az Artemis I, ami majdnem ötven év elteltével az első ember szállítására képes űrhajó volt, ami elérte a Holdat. Az Egyesült Államok ezzel a programmal 2025-ben tervez emberekkel visszatérni a Holdra, a Space Launch System és az Orion segítségével.

## Idővonal
| Dátum                 | Esemény | Projekt                                                                         | Résztvevők/Élőlény                                                                            | Ország              |
| --------------------- | --- | ------------------------------------------------------------------------------- | --------------------------------------------------------------------------------------------- | ------------------- |
| 1929. szeptember 30.  | Az első rakéta által hajtott repülő (Opel RAK.1)                                                                                        | Az Opel-RAK, a világ első nagy rakétaprogramja                                  | Julius Hatry (designer), Fritz von Opel (pilóta és programvezető), Max Valier (programvezető) | Németország         |
| 1944. június 20.      | Az első ember által készített objektum a világűrben, a Kármán-vonal fölött                                                              | A V–2 rakéta tesztrepülése (MW 18014)                                           | Nincs                                                                                         | Németország         |
| 1946. október 24.     | Első fénykép az űrből (105 km) | Amerikai V–2 rakéta kilövése az új-mexikói White Sands Rakétakísérleti Telepről | Nincs                                                                                         | Egyesült Államok    |
| 1947. február 20.     | Állatok az űrben | Amerikai V–2 rakéta kilövése az új-mexikói White Sands Rakétakísérleti Telepről | ecetmuslicák                                                                                  | Egyesült Államok    |
| 1957. október 4.      | Az első műhold | Szputnyik–1                                                                     | Nincs                                                                                         | Szovjetunió         |
| 1957. november 3.     | Állat Föld körüli pályán | Szputnyik–2                                                                     | Lajka, a kutya                                                                                | Szovjetunió         |
| 1959. január 2.       | Első repülés a Hold mellett, az első űreszköz, ami Nap körüli pályára állt                                                              | Luna–1                                                                          | Nincs                                                                                         | Szovjetunió         |
| 1959. szeptember 2.   | Az első ember által létrehozott eszköz, ami egy másik égitest felszínén leszállt (becsapódott)                                          | Luna–2                                                                          | Nincs                                                                                         | Szovjetunió         |
| 1959. október 7.      | Fényképek a Hold sötét oldaláról | Luna–3                                                                          | Nincs                                                                                         | Szovjetunió         |
| 1961. január 31.      | Az első emberszabású az űrben | Mercury–Redstone–2                                                              | Ham, a csimpánz                                                                               | Egyesült Államok    |
| 1961. április 12.     | Az első ember az űrben | Vosztok–1                                                                       | Jurij Gagarin                                                                                 | Szovjetunió         |
| 1961. május 5.        | Az első fedélzeti irányítással rendelkező űreszköz                                                                                      | Mercury–Redstone–3 (Freedom 7)                                                  | Alan Shepard                                                                                  | Egyesült Államok    |
| 1962. december 14.    | Az első alkalom, hogy egy ember által készített eszköz elrepült egy másik bolygó mellett (a Vénusz felszínétől 34 773 kilométerre volt) | Mariner–2                                                                       | Nincs                                                                                         | Egyesült Államok    |
| 1965. március 18.     | Első űrséta | Voszhod–2                                                                       | Alekszej Leonov                                                                               | Szovjetunió         |
| 1965. december 15.    | Első űrrandevú | Gemini–6A és Gemini–7                                                           | Walter Schirra, Thomas Stafford, Frank Borman, James Lovell                                   | Egyesült Államok    |
| 1966. február 3.      | Első sikeres leszállás a Holdon | Luna–9                                                                          | Nincs                                                                                         | Szovjetunió         |
| 1966. március 1.      | Az első ember által létrehozott eszköz, ami egy másik bolygót érintett                                                                  | Venyera–3                                                                       | Nincs                                                                                         | Szovjetunió         |
| 1966. március 16.     | Első dokkolás az űrben, Föld körüli pályán                                                                                              | Gemini–8 és az Agena Target Vehicle                                             | Neil Armstrong, David Scott                                                                   | Egyesült Államok    |
| 1966. április 3.      | Az első, (a Nap kivételével) más égitest körüli pályára álló műhold                                                                     | Luna–10                                                                         | Nincs                                                                                         | Szovjetunió         |
| 1967. október 18.     | Telemetria egy másik bolygó atmoszférájából                                                                                             | Venyera–4                                                                       | Nincs                                                                                         | Szovjetunió         |
| 1968. december 21–27. | Első emberek Hold körüli pályán | Apollo–8                                                                        | Frank Borman, James Lovell, William Anders                                                    | Egyesült Államok    |
| 1969. július 20.      | Első emberek a Holdon | Apollo–11                                                                       | Neil Armstrong, Buzz Aldrin                                                                   | Egyesült Államok    |
| 1970. december 15.    | Telemetria egy másik bolygó felszínéről                                                                                                 | Venyera–7                                                                       | Nincs                                                                                         | Szovjetunió         |
| 1971. április 19.     | Az első működő űrállomás | Szaljut–1                                                                       | Nincs                                                                                         | Szovjetunió         |
| 1971. június 7.       | Első személyzet egy űrállomáson | Szojuz–11 (Szaljut–1)                                                           | Georgij Dobrovolszkij, Vlagyiszlav Volkov, Viktor Pacajev                                     | Szovjetunió         |
| 1976. július 20.      | Az első fényképek a Mars felszínéről | Viking–1                                                                        | Nincs                                                                                         | Egyesült Államok    |
| 1981. április 12.     | Első újra felhasználható űrhajó | STS–1                                                                           | John Young, Robert Crippen                                                                    | Egyesült Államok    |
| 1986. február 19.     | Első hosszútávú űrállomás | Mir                                                                             | Nincs                                                                                         | Szovjetunió         |
| 1990. február 14.     | Első fénykép a teljes Naprendszerről | Voyager–1                                                                       | Nincs                                                                                         | Egyesült Államok    |
| 1998. november 20.    | Jelenleg is működő űrállomás | Nemzetközi Űrállomás                                                            | Nincs                                                                                         | Oroszország         |
| 2012. augusztus 25.   | Első csillagközi űrszonda | Voyager–1                                                                       | Nincs                                                                                         | Egyesült Államok    |
| 2014. november 12.    | Első űrszonda, ami leszállt egy kisbolygón (67P/Csurjumov–Geraszimenko)                                                                 | Rosetta                                                                         | Nincs                                                                                         | Európai Űrügynökség |
| 2015. július 14.      | Az első alkalom, hogy az 1981-ben elismert bolygókat megvizsgálta egy űrszonda (a Pluto volt az utolsó)                                 | New Horizons                                                                    | Nincs                                                                                         | Egyesült Államok    |
| 2015. december 20.    | Egy gyorsítórakéta első vertikális leszállása egy szárazföldi platformon.                                                               | A Falcon 9 20-as számozású útja                                                 | Nincs                                                                                         | Egyesült Államok    |
| 2016. április 8.      | Egy gyorsítórakéta első vertikális leszállása egy platformon az óceánon.                                                                | SpaceX CRS–8                                                                    | Nincs                                                                                         | Egyesült Államok    |
| 2017. március 30.     | Egy korábban használt gyorsítórakéta második repülése.                                                                                  | SES–10                                                                          | Nincs                                                                                         | Egyesült Államok    |
| 2019. január 3.       | Első leszállás a Hold sötét oldalán | Csang-o–4                                                                       | Nincs                                                                                         | Kína                |
| 2020. május 30.       | Első magáncég által elvégzett indítás, Föld körüli pályára állva                                                                        | Crew Dragon Demo–2                                                              | Bob Behnken, Doug Hurley                                                                      | Egyesült Államok    |
| 2021. április 19.     | Az első, repülőeszköz által Földön kívül elvégzett, irányított repülés                                                                  | Az Ingenuity helikopter, a NASA Mars 2020 részeként                             | Nincs                                                                                         | Egyesült Államok    |
| 2021. július 11.      | Kereskedelmi turista repülés | Virgin Galactic Unity 22                                                        | David Mackay, Michael Masucci, Sirisha Bandla, Colin Bennet, Beth Moses, Richard Branson      | Egyesült Államok    |
| 2021. október 5.      | Első űrben forgatott film (The Challenge)                                                                                               | Szojuz MS–19                                                                    | Anton Skaplerov, Klim Sipenko, Julia Pereszild                                                | Oroszország         |
| 2022. november 16.    | Az első emberek szállítására képes űreszköz 50 év elteltével, ami eljutott a Holdhoz                                                    | Artemis I                                                                       | Nincs                                                                                         | Egyesült Államok    |

1. ↑  Egyben az első űreszköz, ami elvégzett egy TEI manővert
2. ↑  Az amerikai X–15 rakétahajtású repülő volt az első újra felhasználható űrhajó 1963-ban, hiszen átlépte a 100 kilométeres határt.
3. ↑  A dátum az indítás időpontja. 15 évig maradt Föld körüli pályán. A személyzetei több rekordot is megdöntöttek a másfél évtized során
4. ↑  A dátum az indítás időpontja

## Műholdak
A Szputnyik–1 repülését követően szinte azonnal mindenféle űreszközt megpróbált feljuttatni a két űrhatalom. Így hamarosan ketté is vált az alkalmazási és a kutatási céllal felküldött műholdak, űrszondák indítása.

### Alkalmazási műhold-történelem

#### Polgári alkalmazások
Már a legelső időkben nyilvánvalóvá vált, hogy a világűrbe juttatott eszközök révén mind a katonai, mind a civil életben új lehetőségek nyílnak meg. A meteorológiai előrejelzés, a távközlés, a katonai felderítés, vagy a polgári célú távérzékelés, a navigáció, mind-mind új lehetőségeket kaptak.

##### Kommunikáció

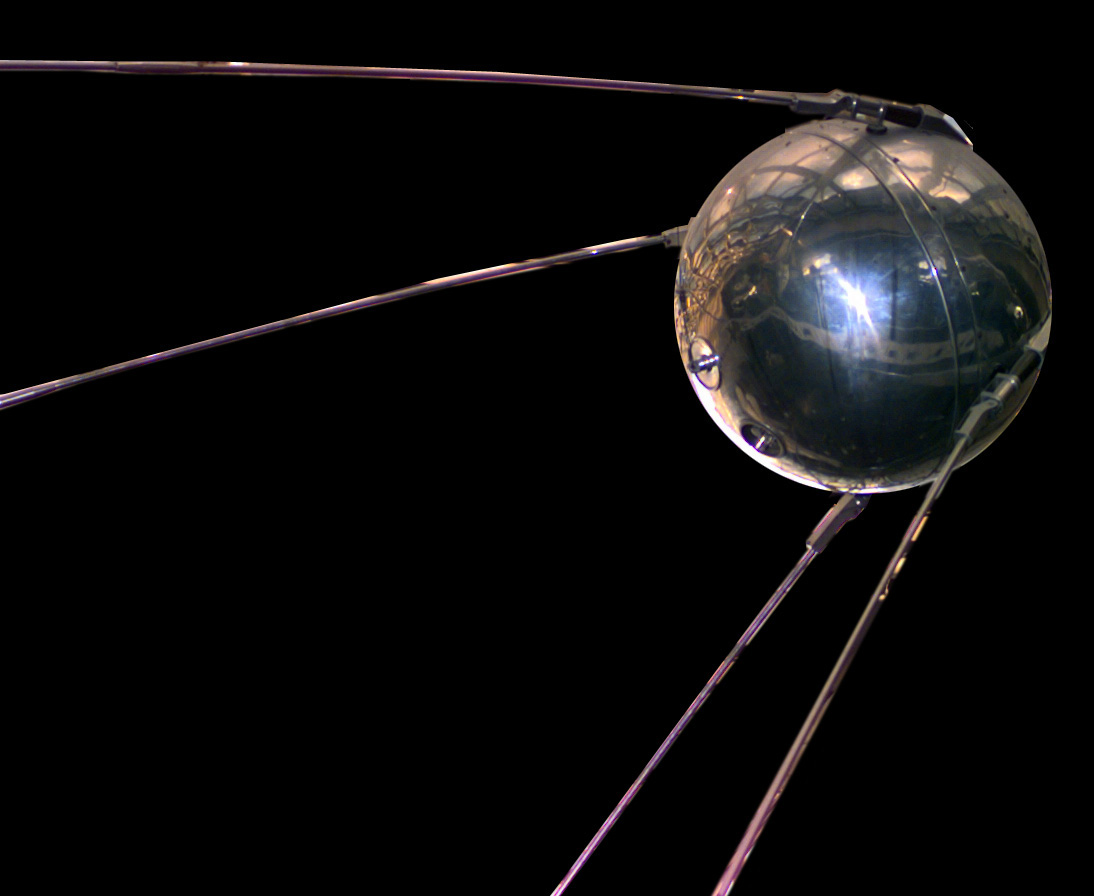
Szputnyik–1

A világ első műholdja egyben a világ első kommunikációs műholdja is volt, lévén a Szputnyik–1-nek rádióadója, amely jól vehető, 1 W-os teljesítménnyel csipogó ("bip-bip") jeleket sugárzott a rádióamatőrök számára. Az első, kifejezetten kommunikációs műhold az amerikai SCORE volt 1958. december 18-án, amely kísérletei során magnetofonra vette a felé sugárzott jeleket, majd visszajátszotta azokat. Ezt követte az Echo-1, az első passzív kommunikációs műhold 1960. május 13-án, amely nem volt más, mint egy alumíniummal bevont műanyag gömb, amely tükörként szolgált a rádióhullámok számára. Végül 1960. október 14-én állt pályára az első aktív kommunikációs űreszköz, a Courier–1B. Ez a szerkezet már üzenetek továbbítására is alkalmas volt, 55 000 bit/sec sebességgel.
Napjainkban a civil kommunikációs műholdak a nemzetközi telefonbeszélgetések lebonyolítását, televíziós és rádióadások sugárzását és az internet közvetítését végzik.

##### Meteorológia
1960. április 1-jén startolt az első meteorológiai műhold, a TIROS–1. A napelemekkel működő kis műhold 78 napig figyelte kameráival a földfelszínt és sugárzott adatokat a meteorológusok számára, köztük a világ első tévéfelvételét az űrből. A különböző országok különböző rendszereket alkalmaznak azóta. Európában elsősorban a Meteosat műholdsorozat példányai, Amerikában a GOES, Oroszországban a GOMS, Kínában a Fen-Yung holdak adatait használják.

##### Navigáció
Ma már a GPS szó természetes, mindennapos használatú. A helymeghatározásra, illetve navigációra külön műholdak szakosodtak. Ezek katonai alkalmazásokként indultak, mára azonban széles körben elterjedt civil alkalmazásuk is.
A világ első navigációs műholdja a Transit–1B volt, 1960. április 13-i startjával.
A világ első teljes körű, az egész Földet lefedő helymeghatározó rendszere az amerikai GPS (Global Positioning System) volt, mellette létezik még a nagy lefedettségű, 2011-re teljes rendszerré kiépülő orosz rendszer, a GLONASSZ, és hamarosan indul az európai fejlesztésű Galileo (ez 2011 körül várható) valamint a kínai Beidou rendszer műholdjainak Föld körüli pályára állítása.

##### Távérzékelés
A korábbi katonai alkalmazások, elsősorban a fotófelderítő rendszerek elavulásuk után még jó szolgálatot tesznek civil területeken. A katonai csúcstechnikát képviselő eszközöktől egy fejlődési fokkal gyengébb felbontású eszközökkel, földmegfigyelő műholdak szolgálnak Föld körüli pályán. Ezekkel térképezési, meteorológiai, vagy akár mezőgazdasági termésbecslési feladatokat látnak el. Ilyen például az IKONOS, Landsat, EROS műholdak.

#### Katonai alkalmazások
A kísérletek titkossága miatt ez kevésbé dokumentált, nehezebben historizálható terület, de az első katonai műhold még 1958-59 táján elindult. A Szovjetunióban a Kozmosz sorozat sok tagja volt katonai műhold, az USA-ban a "Corona" sorozat takart katonai célú eszközöket. Azóta a két nagyhatalom mellé felsorakozott Franciaország, Németország, Anglia, India, Izrael és Kína, mint a katonai műholdak üzemeltetői.
A katonai űreszközök működési területei:
- fotófelderítés
- rádiólehallgatás
- rejtjelezett kommunikáció
- nukleáris robbantások figyelése
- rakétaindítások megfigyelése

A katonai műholdak speciális fajtája az ún. "gyilkos műhold", amelynek feladata más műholdak elpusztítása. Ezt a műveletet nukleáris robbantással (illetve annak másodlagos hatásával, erős elektromágneses impulzussal), fizikai ütközéssel, lézerrel végezték volna el konfliktus esetén az erre alkalmas eszközök. Gyakorlatban való alkalmazásukról nincs adat.

## Űrszondák
Három titkosított, sikertelen kísérletet követően 1959. január 2-án a szovjet Luna–1 űrszonda elsőként hagyta el a Föld vonzáskörét, és 6000 km-re megközelítve a Holdat, heliocentrikus pályára állt. A cél igazán a Holdba való becsapódás lett volna, ám ezt akkor még nem sikerült teljesíteni. Így is ez a szonda lett az első mesterséges bolygó.
Néhány hónappal később a Luna–2 becsapódott a Hold felszínébe, a Luna–3 pedig lefényképezte a Hold túlsó oldalát.
A Hold elérése után a következő cél a két szomszéd bolygó lett, a Vénusz és a Mars. Több sikertelen kísérlet – amelyek során a rádió-összeköttetés megszakadása után a szonda további sorsa ismeretlenné vált – után az amerikai Mariner-2 lett az első űrszonda, amely elrepült egy másik bolygó mellett. 1962. december 14-én 34 758 km-rel repült el a Vénusz mellett.
Egy másik Mariner szonda, a Mariner–4 1964. november 28-án a Marsot érte el sikerrel és repült el mellette.
Ezt követően az eddig elért égitestek körüli pályára állás, valamint a leszállás lett a bolygókutatók célja. Először a Luna–9 szállt le a Holdra 1966. január 31-én és készített fényképeket a felszínen, majd 1966. március 31-én a Luna–10 lett a Hold első mesterséges holdja, miután sikerrel pályára állt körülötte.
Ezután a vénuszi leszállás következett. Több szondát is elvesztettek a szovjetek, a váratlanul pokolinak bizonyuló körülmények miatt, mire 1970. december 17-én a Venyera–7 lett az első szonda, amely leszállt és rádióüzenetet küldött egy másik bolygó felszínéről. A hihetetlenül forró körülmények közepette az első vénusz-szonda mindössze 23 percet bírt ki.
A Marsra szintén szovjet szondának sikerült az első leszállás. 1972. december 2-án a Marsz–3-nak sikerült leszállnia, igaz, a siker nem volt teljes, mivel a szonda mindössze 20 másodpercig küldött adatokat. A Mars kutatásában később az amerikaiak lettek sikeresebbek, a Viking szondák, majd a Mars Pathfinder és a Mars Exploration Rover ikrek, a Spirit és Opportunity legendássá váltak a felszíni kutatásaik révén, míg a Mars körüli pályára állt globális felderítők, a Mars Odyssey és Mars Global Surveyor révén ma a legtöbbet talán e bolygószomszédunkról tudunk.

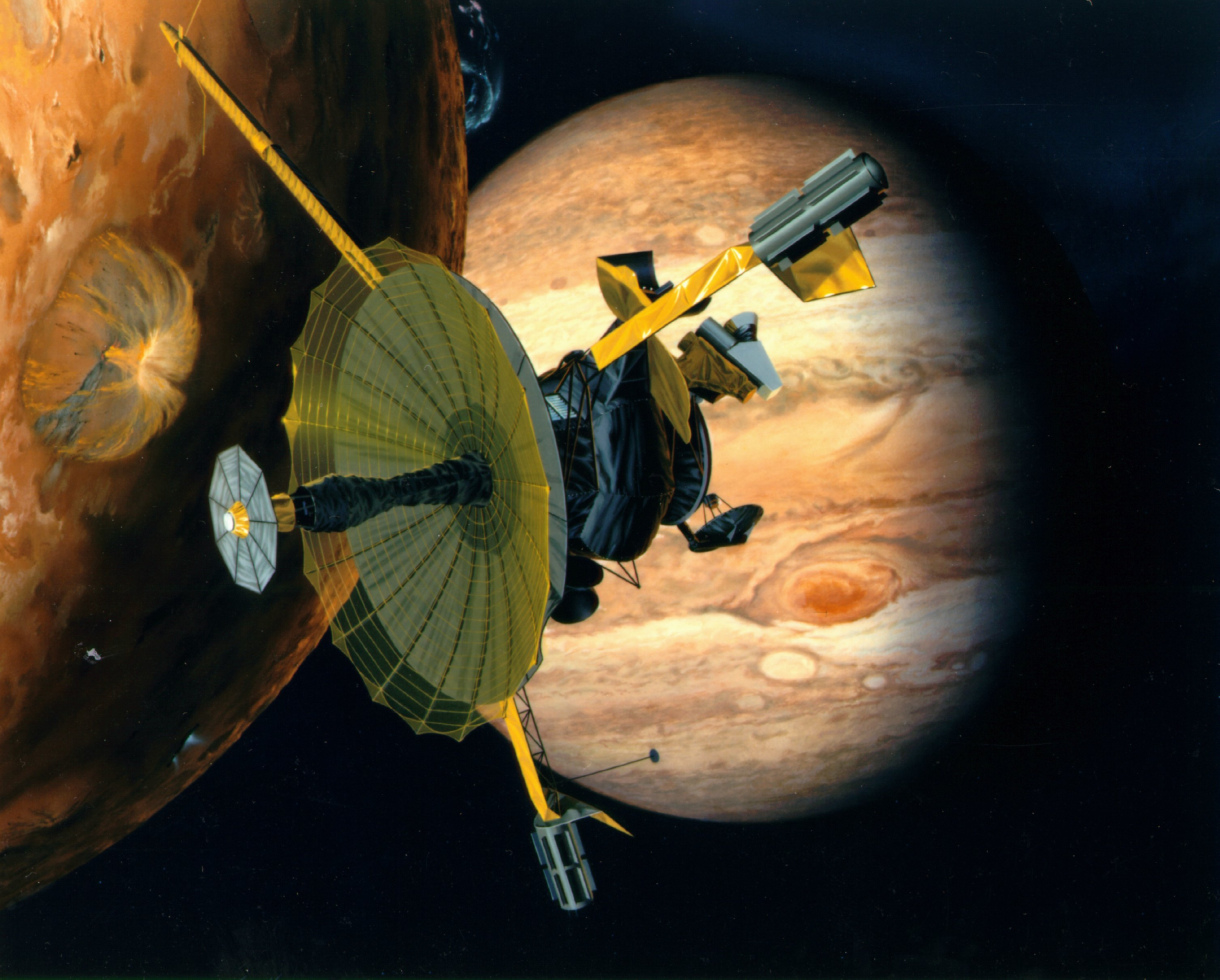
A Galileo űrszonda a Jupiter mellett

A külső bolygók kutatásában sokkal kevesebb eszközt vetett be az emberiség, ám azok rendkívül sikeresek voltak. A Jupiter, Szaturnusz, Uránusz, Neptunusz megismerésére indult expedíciók egy 70-es évek eleji felismerést használtak ki: a külső bolygók olyan formációban voltak keringési pályájukon, hogy egyetlen űrszondával végig lehetett őket látogatni, így született meg a „Grand Tour” („nagy túra”) gondolata. A Grand Tour-t egy szondapárossal tervezték teljesíteni, amelyek egyrészt elrepülnek a gázbolygók mellett, másrészt kirepülnek a Naprendszerből. A bizonytalanságok miatt előőrsként (a kisbolygóöv áthatolhatóságának vizsgálatára) egy másik szondapárost, a Pioneer–10 és Pioneer–11 szondákat indították.
Ezek sikeres repülését követően indultak el a Voyager–1 és 2 amerikai űrszondák, amelyek sikerrel teljesítették a kitűzött célt, végiglátogatva a gázbolygók sorát és több mint két évtizedes bolygóközi repülés után elhagyták a belső Naprendszert. Emellett az emberiség üzenetét is magukkal vitték egy-egy aranylemezen, a Naprendszeren túl élő esetleges értelmes civilizációk számára.
A nagybolygók vizsgálata és a Naprendszer külső vidékeinek felderítése nem ért véget a Voyagerekkel. A Galileo szonda 1995 decemberében a Jupiter, a Cassini pedig 2004 júliusában a Szaturnusz körül állt pályára, és végezte/végzi a bolygó és holdrendszere részletes felderítését.

## Kulturális hatása
- Űrhajók által inspirált autódizájn, az 1959-es Cadillac de Ville-en
- A googie építészet egyik példája, egy kaliforniai autómosó
- Az űrkorszak által inspirált ruházat
- Arne Jacobsen által tervezett berendezés
- Egy űrhajó formájában felépített csúszda Texasban
- A Mission: Space részleg a Walt Disney World Resort vidámparkban

- A Virgil Exner által tervezett, Forward Look stílusú autók az 1950-es évek végén
- A googie építészeti stílus, amit az űrkorszak mellett befolyásolt az Egyesült Államok autókultúrája és az atomkorszak is
- Az 1950-es és 1960-as évek berendezési tárgyainak dizájnja (Eero Saarinen, Arne Jacobsen, Eero Aarnio és Verner Panton)
- Divat (André Courrèges, Pierre Cardin, Paco Rabanne, Rudi Gernreich,[70] Emanuel Ungaro, Jean-Marie Armand,[71] Michèle Rosier és Diana Dew)
- Vidámparkok
- Játszóterek dizájnja a hidegháború idején, leginkább az Egyesült Államokban
- Különböző zenei stílusok, mint az űrrock és az űrpop

## Külső hivatkozások

### Magyar oldalak
- Az Űrvilág cikkei az űrkorszak 50. évfordulóján
  - Az első évtized: 1. rész, 2. rész
  - A második évtized: 1. rész, 2. rész, 3. rész
- A szovjet űrhajózás kulisszatitkaiból: A Zvezda űrhajó

### Külföldi oldalak
- Astronautix.com
- NASA History Homepage Archiválva 2000. március 2-i dátummal a Wayback Machine-ben
- Sven's Space Place